# Sicarius
Sicarius is een geslacht van spinnen uit de familie vioolspinnen.

## Soorten
- Sicarius albospinosus Purcell, 1908
- Sicarius cariri Magalhǎes, Brescovit & Santos, 2013[1]
- Sicarius crustosus (Nicolet, 1849)
- Sicarius damarensis Lawrence, 1928
- Sicarius deformis (Nicolet, 1849)
- Sicarius diadorim Magalhǎes, Brescovit & Santos, 2013[1]
- Sicarius dolichocephalus Lawrence, 1928
- Sicarius fumosus (Nicolet, 1849)
- Sicarius gracilis (Keyserling, 1880)
- Sicarius hahni (Karsch, 1878)
- Sicarius lanuginosus (Nicolet, 1849)
- Sicarius minoratus (Nicolet, 1849)
- Sicarius nicoleti (Keyserling, 1880)
- Sicarius ornatus Magalhǎes, Brescovit & Santos, 2013[1]
- Sicarius patagonicus Simon, 1919
- Sicarius peruensis (Keyserling, 1880)
- Sicarius rubripes (Nicolet, 1849)
- Sicarius rugosus (F. O. P.-Cambridge, 1899)
- Sicarius rupestris (Holmberg, 1881)
- Sicarius spatulatus Pocock, 1900
- Sicarius terrosus (Nicolet, 1849)
  - Sicarius terrosus yurensis Strand, 1908
- Sicarius testaceus Purcell, 1908
- Sicarius tropicus (Mello-Leitão, 1936)
- Sicarius utriformis (Butler, 1877)